# Uroctea grossa
Espèce
Uroctea grossa est une espèce d'araignées aranéomorphes de la famille des Oecobiidae.

## Distribution
Cette espèce se rencontre en Afghanistan, au Tadjikistan, au Turkménistan, en Iran et en Turquie.

## Description
La femelle holotype mesure 13 mm.
La femelle décrite par Fomichev et Marusik en 2020 mesure 14,5 mm.

## Systématique et taxinomie
Cette espèce a été décrite par Roewer en 1960.

## Publication originale
- Roewer, 1960 : « Solifugen und Opilioniden - Araneae Orthognathae, Haplogynae und Entelegynae (Contribution à l'étude de la faune d'Afghanistan 23). » Göteborgs Kungliga Vetenskaps- och Vitterhets-Samhälles handlingar, Göteborg, sér. B, Matematiska och naturvetenskapliga skrifter, vol. 8, no 7, p. 1-53.